# Aspitates aurantiaca
Aspitates aurantiaca är en fjärilsart som beskrevs av Lucas 1960. Aspitates aurantiaca ingår i släktet Aspitates och familjen mätare. Inga underarter finns listade i Catalogue of Life.